# Samfaina

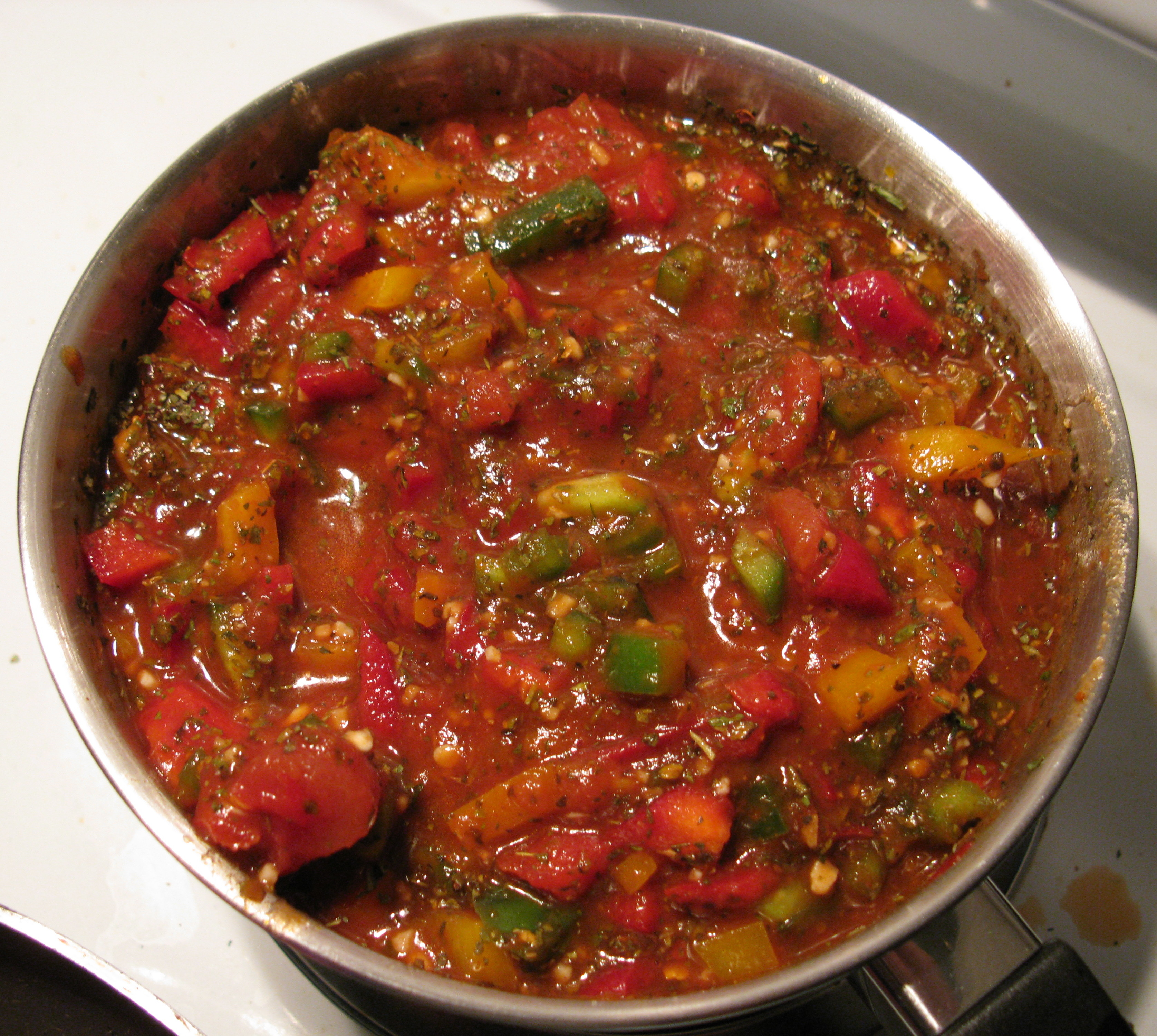
Mullador, pebrereta o xamfaina acabada de cuinar

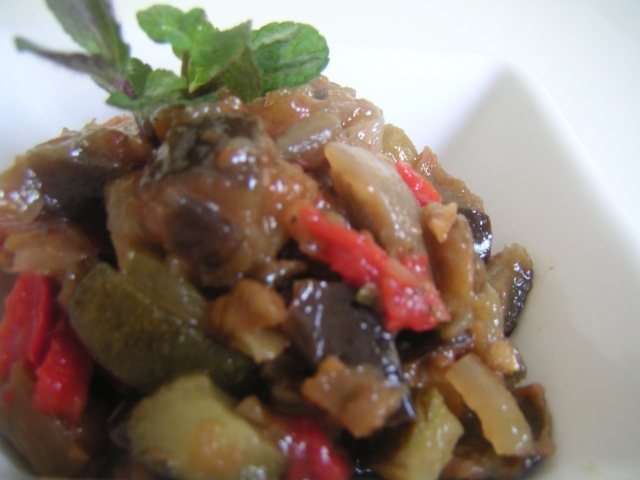
Samfaina

La samfaina o pebrereta és un menjar fet amb una barreja de trossos de verdures amb tomàquet, que poden ser, depenent de la zona, pebrot, ceba i albergínia, i després assaonat amb julivert i pebre. Es pot menjar a soles o d'acompanyant amb carn, caragols o peix.
El mot samfaina es troba escrit per primera vegada el 1890, i prové de l'anterior samfònia i aquest, del llatí symphōnĭia (simfonia).

## Descripció

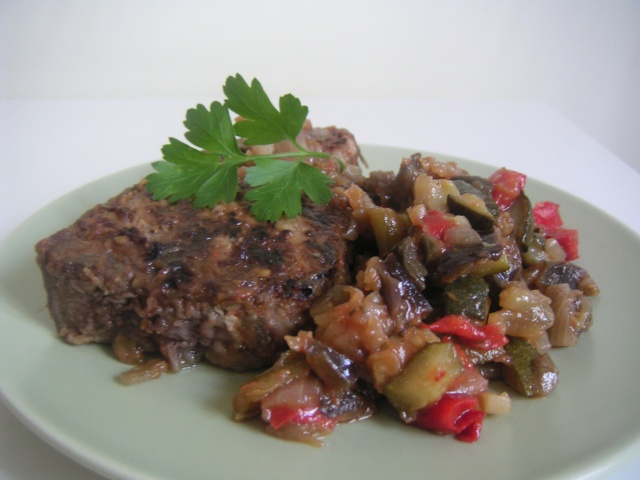
Samfaina servida com a acompanyament

A banda del tomàquet, aquest plat pot incloure pebrot, albergínia, all, ceba i altres verdures (com la carbassa, el carbassó o la patata), en diferents proporcions segons els indrets. És un plat que es sofregeix a la paella. Aquest plat es pot condimentar eventualment amb julivert i pebre o amb altres herbes com orenga, farigola o llorer.
És indicat tant per menjar a soles amb pa o com a acompanyant d'un element principal com carn, peix, llegums, cargols, arròs, pasta o verdura. Menjada a soles, hom podria considerar-la un dels plats estrella de la cuina dels Països Catalans i, quan fa d'acompanyament, és una de les quatre salses bàsiques de la cuina dels Països Catalans burgesa i popular, juntament amb l'allioli, el sofregit i la picada.
Segons Joan Perucho i Néstor Luján, és "la salsa més important, l'única i irrefutable salsa que la cuina catalana ha aportat a la gastronomia".
Cal destacar que l'arribada del tomàquet, tan habitual actualment en la cuina catalana, és relativament recent. Concretament, arribà des de les Amèriques en el segle xv. Sembla que el floriment de salses a base de tomàquet en el Mediterrani occidental és gràcies a la intensa relació comercial entre els països de la zona. Cal especular, doncs, que la samfaina com es coneix avui dia, junt amb altres variants com la ratatolla occitana i les salses de tomàquet napolitanes, no existia com a tal abans d'aleshores. És possible doncs que la samfaina catalana dels segles XIV i adés era idèntica al que ara anomenem escalivada o espencat.

## Altres noms
Als Països Catalans podem trobar el mateix plat, o un de molt semblant, amb altres noms, encara que el de "samfaina" siga el més estès. A Girona s'anomena pebrot i tomata, i a Eivissa salsa de tomata i pebreres.

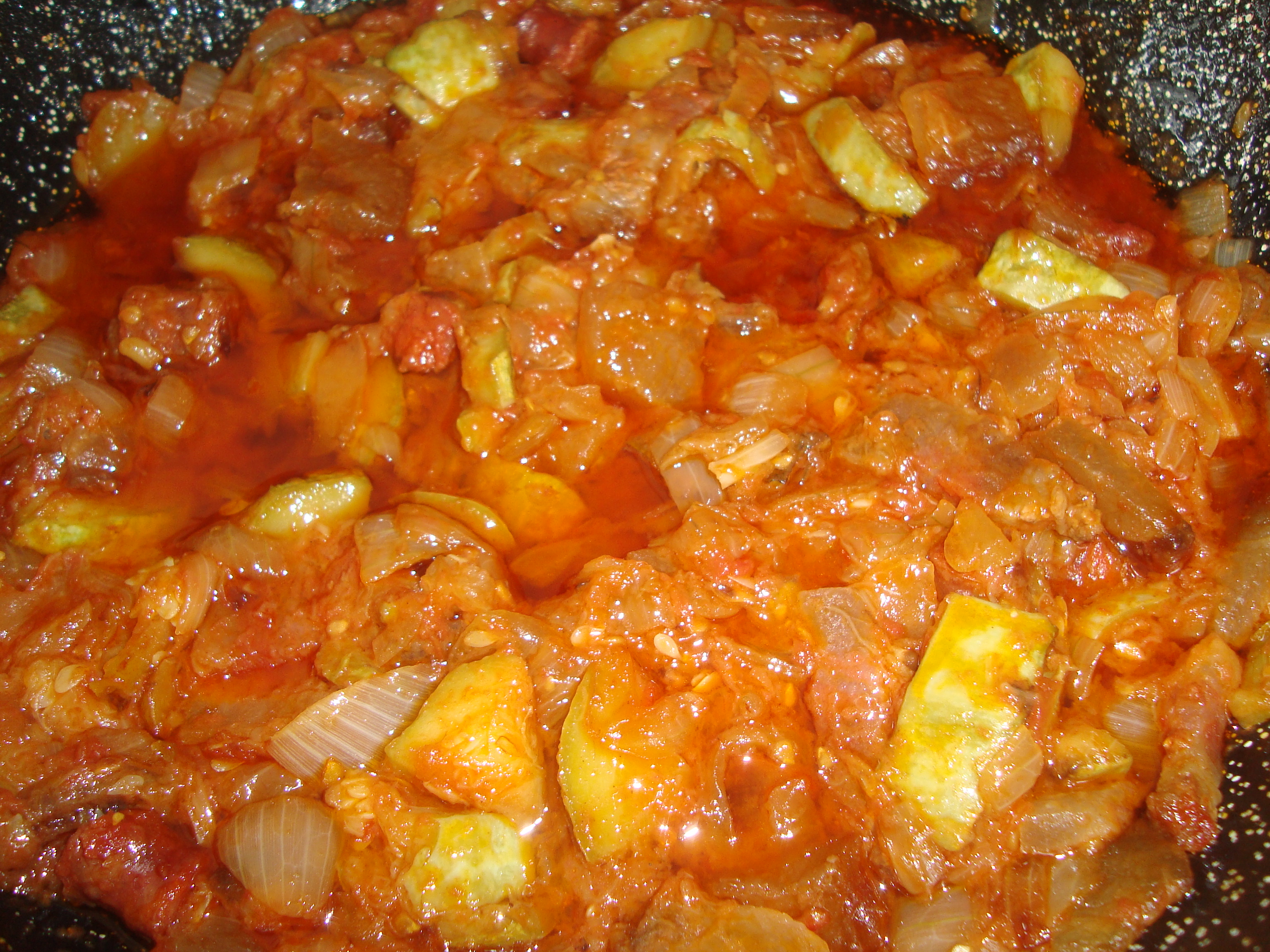
"Mullà" de verdures de l'horta de Torreblanca, comarca Plana Alta.

El mullador és el nom que rep la samfaina en diverses comarques centrals i meridionals del País Valencià, tot i que aquest mot té un sentit més ampli de salsa per a mullar. Aquest nom prové de l'acció de mullar (banyar en salsa) algun menjar més bàsic i menys saborós, com per exemple una coca de dacsa o pa. Aquesta paraula podria tenir relació amb el murcià moje, una mena d'amanida de verdures amb què es mulla el pa.

## Variacions

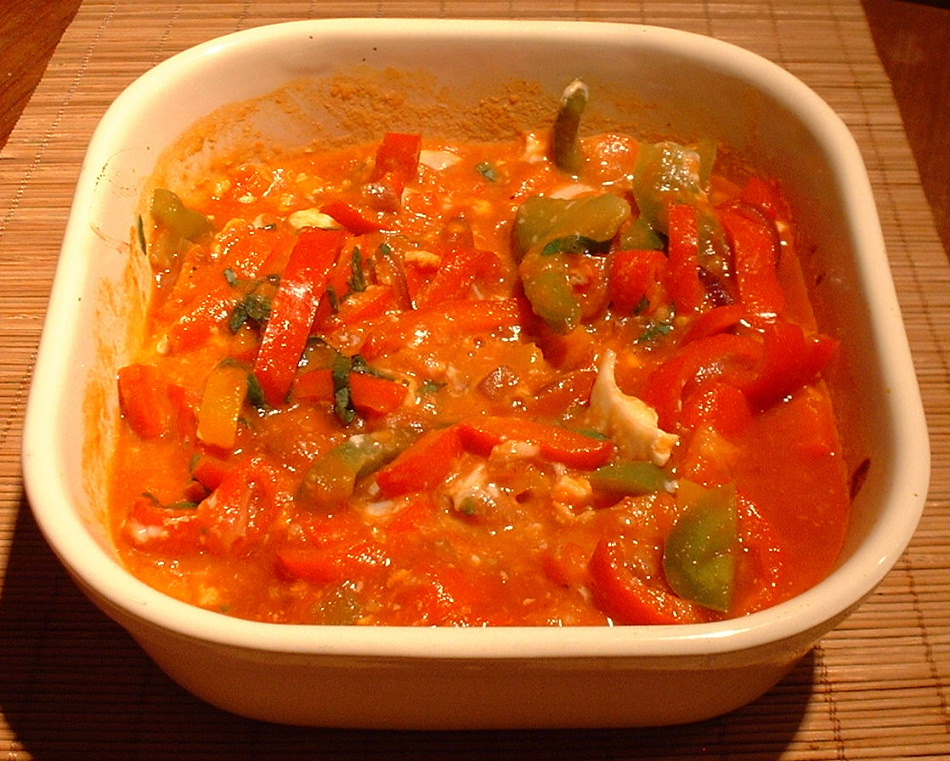
La piperrada és una salsa basca de la família de la samfaina

Preparacions similars a la samfaina són la piperrada basca, l'alboronía andalusa, la fritada murciana, el pisto manxec amb tomàquet, ceba i tonyina, la fritada riojana i també el txilindron basc amb ceba i pebrot trossejats. La chanfaina castellana, tot i compartir una etimologia pròxima, és una barreja de freixura i menudets, i doncs no es pot comparar amb la samfaina.
Fora de la península Ibèrica es repeteixen elaboracions germanes: la ratatolha (ratatouille en francès) occitana amb tomàquet, albergínia i carabassó, el ragù napolità amb tomàquet i carn, la kapunata maltesa o la caponata siciliana.

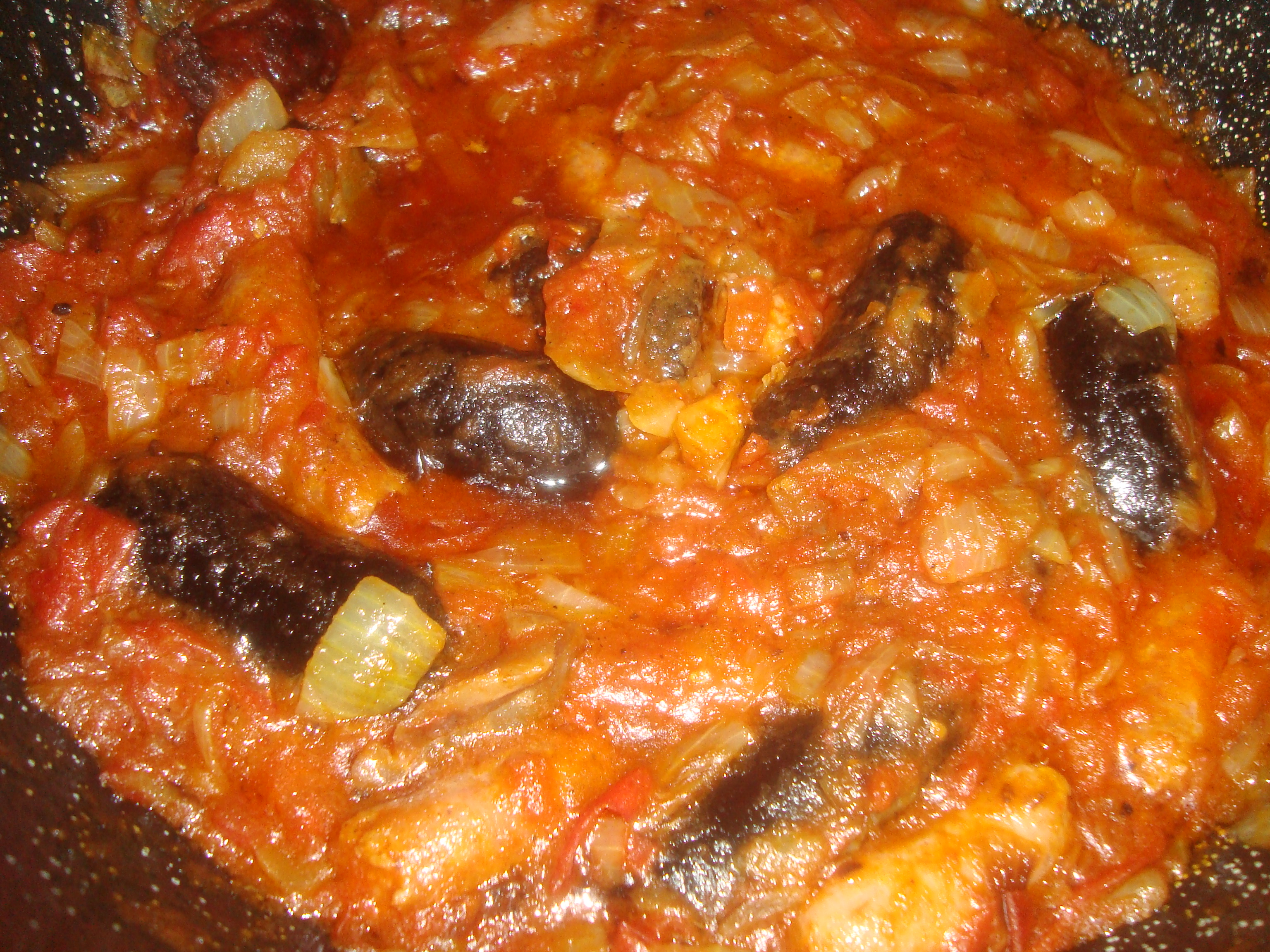
Mullà de tomata, ceba, llonganisses i botifarres.

A Mallorca un plat similar s'anomena tombet i es prepara amb làmines fines de patates, albergínies i pebrots vermells prèviament fregides en oli d'oliva. Després de traslladar les làmines a una cassola es cobreix amb tomàquet fregit amb all i julivert i es fica al forn per una estona. El tombet es pot menjar sol com si fos un plat vegetarià, però en la cuina local mallorquina se serveix sovint per acompanyar el llom de porc o amb la serviola/llampuga, segons l'època de l'any.
En algunes comarques del sud del País Valencià, com ara a l'Alcoià i a l'Alacantí, aquest plat, amb el nom de mullador, sovint va acompanyat de tonyina o bacallà, recordant el pisto manxec, però habitualment sense ceba. A banda d'aquest nom, a la Marina pot rebre també el nom de pebrereta o tomacat i se li pot afegir carabassa d'estiu i trossos de melva, tonyina de sorra o sangatxo, i fins i tot patata, recordant de nou el tombet mallorquí. A la Marina no és habitual l'ús de ceba, sinó d'albergínia, pebrera i tomàquet.